# ایوو گرگورویچ
ایوو گرگورویچ (کرواتی: Ivo Gregurević؛ زادهٔ ۷ اکتبر ۱۹۵۲ - درگذشته ۲ ژانویه ۲۰۱۹) یک هنرپیشه اهل کرواسی بود.
از فیلم‌ها یا برنامه‌های تلویزیونی که وی در آن نقش داشته‌است می‌توان به ولتاژ بالا، عفونت اشاره کرد.